# Sistem upravljanja skladištima
Sistem upravanja skladištima (WMS) je program, kreiran da pomogne skladištu ili distributivnom centru i ljudima koji rade u njima. On olakšava upravljanje u svakodnevnom planiranju, organizovanju osoblja i kontrolisanju raspoloživih resursa da se kreću i skladište materijala u i iz magacin.

## Korišćenje
Rešenja za upravljanje skladište su pre svega taktički alati, kupljeni i korišćeni u firmama kojima je potrebno da zadovaolje jedinstvene potrebe kupaca u lancu snabdevanja i distributivnog kanala, kada je promet i opterećenje veće nego što može da se isprati tabelama. Motiv za kupovinu generalno dolazi iz potrebe da isprati rast prodaje ili da poboljša performanse, a ponekad oboje.

## Karakteristike
WMS koristi bazu podešenu da podrži magacinske operacije, sadrži detalje sadrži detalje opisujući razne standardnih magacina elemenata uključujući:
1. Jedinstveni identifikatori (SKU) koji se obrađuju i čuvaju se, na primer, težina, dimenzije, pakovanje, automatski ID oznake (bar kodovi, itd), i inventar po lokaciji sa datum proizvodnje, parcela kod, itd. SKU mogu uključivati osnovne materijale, gotove delove, sklopive i industrijske i potrošačke gotovih proizvoda, itd .;
2. Lokacije za skladištenje, npr pojedinačni broj lokacije, biranje redosleda, vrsta upotrebe (biranje, rezerve skladištenja, itd), tip skladištenja (svaka, paket, paleta), veličina lokacije ili kapacitet, ograničenja skladištenja (zapaljivi, opasna, velika vrednost materijala, itd), itd .;
3. Rampe za prijem i izdavanje robe
4. Očekivana stopa radne produktivnosti po funkciji ili aktivnosti, npr slučajevi čovek po satu, itd

Dnevne funkcije upravljanja sadrže:
1. Planiranje - finalizaciju dnevnog plana za dobijanje aktovnisti na rampi, izborom opterećenja/naloga koji se obrađuju u toku dana ili smene, (to može biti učinjeno od strane poslovnog sistema), i izračunavanje procene rada i vozila potrebnih izabrati i dostaviti porudžbine kako bi se osiguralo da osoblje odgovarajuće, a nosioci su obavešteni na vreme da zadovolje dnevne potrebe.
2. Organizovanje - biranje redosleda narudžbina. Organizovanje naloga za biranje može se postići na više načina, zadovoljavanje potreba korisnika. Primarni cilj je da bude nameran, a ne izbor naloga u nizu u kojoj su dobili, osim ako kompanija želi da plati prevoznika ima smisla za transport i isporuku. Početni način organizovanja zvao se Talasno planiranje ili Wave Picking, sa dva cilja, a. da se minimizira potreba za rampom, tako što bi nalozi stigli na rampu u nizu po opterećenju, i b. da se stvori red tok koji će podržati praćenje napretka kroz dan i eliminiše/smanji potreba za prekovremeni rad ili odlaganja polaska robe, itd
3. Osoblje - Dodela osoblja da rade funkcije i područja, da se minimiziraju zastoji
4. Režija - obezbeđivanje dokumentovnih procesa i procedura koji su ugrađeni u VMS i da se dosledno primenjuju, koriste i odgovarajući za prirodu posla i nivo usluga namere kompanije (npr, Međunarodna organizacija za standarde 9000 (www.iso.org)) . Ova funkcija može da se koristi i za podelu pojedinačnih naloga u logičkim radne jedinice i sposobnost da ih dodelite odvojenim pojedincima za obavljanje, u skladu zahtevima protoka i fizičkom izgledu, na primer, razdvajanje pojedinačnog slučaja izbora iz svake jedinice izbora, i individualnog opterećenja izbora paleta, da se poboljša produktivnost i podržava kontrole.
5. Kontrola - obezbeđivanje prekretnica za upravljanje da prati napredak kroz dan, pružajući mogućnost da odgovori na probleme na vreme, i izveštaj za analizu učinka.

## Integracija
Sistemi za upravljanje skladištima imaju mogućnost da partner sa osobljem u obavljanju detalja procesa potrebne za rukovanje svim većim i mnogo manjih skladištenih zadataka prijema, inspekcije i prihvatanja, uklanjanja, unutrašnji popunjavanje na biranje pozicije, biranje, pakovanje, reda slaganja na rampu, dokumentacije i špedicije (ukrcavaju nosača vozila); procesi, uključujući usmeravanje i potvrđivanje svakog koraka, hvatanje i snimanje sve o kretanju zaliha i statusne promene u bazi podataka.
Implementirani WMS će biti podržan sa različitim komunikacionim tehnologijama (radio frekuencama), automatski ID tehnologija (bar kod, RFID, itd), mobilnih računara, a povremeno sa automatizovano rukovanje (transporteri i sortiranje) i skladištenje materijala (automatsko skladištenje i pronalaženje, itd), koji se mogu obrađivati u okviru WMS-a i poslati u računar za podršku finansijskih transakcija, Napredno slanje obaveštenja klijentima, kupovna i inventar upravljanja, itd

## Tipovi
Sistemi za upravljanje skladištima mogu biti samostalni sistemi, ili izvršenje paketa lanaca snabdevanja, moduli jednog ERP sistema, kao što su Odoo, Megaventory ili Visual Worl. U zavisnosti od veličine i sofisticiranosti organizacije, sistem može biti jednostavan kao rukom pisana lista koja bi se ažurira kada je to potrebno, tabele pomoću programa kao što su Microsoft Excel ili Access ili namenski pravljeni programi.